# Lahiru

Podział administracyjny imperium asyryjskiego w czasach króla Aszurbanipala z zaznaczonym przypuszczalnym położeniem prowincji Lahiru

Lahiru (asyr. Laḫiru, aram. Lair) - w 1 połowie I tys. p.n.e. asyryjska prowincja leżąca na wschód od rzeki Tygrys, na obszarze pomiędzy rzekami Mały Zab i Dijala. Jej stolicą było miasto o tej samej nazwie (być może współczesne irackie Kifri). 
Obszar ten podbity został w latach 731-729 p.n.e. przez króla Tiglat-Pilesera III (744-727 p.n.e.), który następnie przekazał go w zarządzanie gubernatorowi Arraphy. Nie wiadomo dokładnie kiedy tereny te przekształcone zostały w asyryjską prowincję, ale jej powstanie na pewno wiązać się musiało z utworzeniem sąsiadujących z nią prowincji Lubda i Szamasz-nasir. Najwcześniejsze informacje o prowincji Lahiru pochodzą z listu z czasów Sargona II (722-705 p.n.e.). Za rządów Sennacheryba (704-681 p.n.e.) do prowincji tej przesiedlona została ludność z plemienia Jasubigallejczyków. W inskrypcjach tego samego króla zbuntowany chaldejski przywódca Szuzubu (Muszezib-Marduk) nazywany jest sługą gubernatora Lahiru. Gubernator Lahiru o imieniu Atar-ili sprawował w roku 673 p.n.e., za rządów Asarhaddona (681-669 p.n.e.), urząd limmu (eponima). Prowincja wspominana jest też w listach z czasów panowania Asarhaddona i Aszurbanipala (669-627? p.n.e.). W 670 r. p.n.e. gubernator Lahiru, jego zastępca i dwóch innych podwładnych sprzedali wioskę eunuchowi następcy tronu z Babilonu (tj. eunuchowi Szamasz-szuma-ukina). Inny podwładny gubernatora Lahiru pojawia się w dokumencie datowanym imieniem eponima Nabu-da’’inanni (czasy Aszurbanipala, po 648 r. p.n.e.). Prowincja Lahiru wzmiankowana jest również w jednej z list posiadłości z VII w. p.n.e.